# Кутуньо, Тото
Сальвато́ре (То́то) Куту́ньо (итал. Salvatore «Toto» Cutugno; 7 июля 1943, Фоздиново, Масса-Каррара, Королевство Италия — 22 августа 2023, Милан, Италия[…]) — итальянский певец, автор-исполнитель, композитор, мультиинструменталист и телеведущий. Известен своим сотрудничеством с такими исполнителями, как Адриано Челентано, Джо Дассен, Далида и группа «Ricchi e Poveri». Прославился своей песней «L’italiano». Победитель конкурса «Евровидение-1990» в Загребе.

## Биография

### Юность и начало карьеры (1943—1974)
Сальваторе Кутуньо родился 7 июля 1943 года в тосканском городе Фоздиново. Спустя несколько месяцев его семья переезжает в Специю, где отец Тото Доменико служил военным моряком. После школы Сальваторе поступил в экономический лицей и получил специальность бухгалтера.
С самого детства мальчик проявлял предрасположенность к музыке: вслед за отцом, который превосходно играл на трубе и даже создал самодеятельный коллектив, освоил этот инструмент; позже самостоятельно овладел игрой на ударных и аккордеоне. В 13 лет Тото занял третье место на региональном музыкальном конкурсе. Сальваторе увлекся джазовой музыкой, научился играть на саксофоне, освоил фортепиано.
До 19 лет Кутуньо играет на ударных в местных музыкальных группах, пока не отправляется в шестимесячное турне по Финляндии в составе ансамбля G-Unit, которой руководил популярный итальянский джазмен Гуидо Манузарди. Вернувшись в Италию, Сальваторе организует собственную группу «Toto e Tati», в которую вошли Массимо Вигано, Джиджи Тонэ, Лино Лозито и родной брат Роберто Кутуньо и которая начинает гастролировать по Италии. В то же время начинает сам сочинять музыку.

### Успех

#### Джо Дассен
В начале 1975 года Кутуньо переименовывает группу в «Albatros», знакомится с поэтом Вито Паллавичини и пишет вместе с ним песни Oasis, Uomo dove vai, Africa. В том же году художественный руководитель популярного французского певца Джо Дассена Жак Пле замечает тандем Кутуньо — Паллавичини. Постоянные авторы текстов Дассена Клод Лемель и Пьер Деланоэ пишут на мелодии Тото Кутуньо французские тексты. Так появляются знаменитые «Et si tu n’existais pas», «Salut» и французский поп-хит лета 1975 года «L’Été indien».
За 3 последующих года Кутуньо напишет для Джо Дассена ещё 6 песен, в том числе рекордно длинную (продолжительность — 12 мин) композицию Le Jardin du Luxembourg.
Мирей Матье
В соавторстве с Паллавичини и Деланоэ в 1976 году Тото Кутуньо написал песню «Ciao bambino, sorry» для певицы Мирей Матье, ставшую её визитной карточкой.

#### «Albatros»
В 1976 году Тото в составе группы «Albatros» впервые участвует в фестивале Сан-Ремо с песней Volo AZ 504 и занимает третье место в общем зачете. В том же году Кутуньо с большим успехом выступает на Festivalbar с песней Nel cuore, nei sensi. Французский вариант этой песни — «Voici les clés» — в исполнении Жерара Ленормана занимает ведущие строчки хит-парадов во Франции.
Годом позже «Albatros» вновь выступает на сцене театра «Аристон» на очередном фестивале Сан-Ремо. Песня Gran Premio занимает пятое место. Сразу после фестиваля группа распадается. Тото ссорится с Вито Паллавичини, поскольку тот стал утверждать, что именно он сделал из Кутуньо звезду, якобы без его связей тот не пробился бы к вершинам славы.

#### Сольная карьера

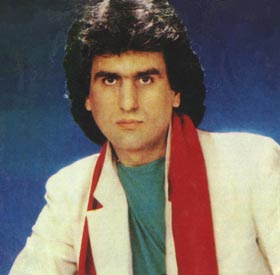
1980 год

В 1980 году певец выигрывает конкурс в Сан-Ремо с песней Solo noi. Спустя несколько недель после победы в Сан-Ремо Тото занимает шестое место на Международном фестивале лёгкой музыки в Токио с песней Francesca non sa.
В 1983 году Тото Кутуньо участвует в фестивале в Сан-Ремо с песней «L’italiano», которая по сегодняшний день остается «визитной карточкой» артиста. Официально песня занимает 5-е место, однако по результатам «народного» голосования Totip, проведённого сразу после фестиваля, L’italiano занимает 1-е место. После фестиваля песня достигла первых мест в хит-парадах Франции (13 недель), Италии, Швейцарии, высоких мест в других странах.
В 1984 году Тото занимал в Сан-Ремо 2-е место с песней Serenata (1 мая 1984 в «Первомайском праздничном концерте» советское телевидение впервые показало Кутуньо, что вызвало его огромную популярность в СССР). Через год, в 1985 году на том же фестивале песня Тото Кутуньо Noi ragazzi di oggi в исполнении 14-летнего мексиканца Луиса Мигеля снова завоёвывает 2-е место.
В ноябре-декабре 1985 Кутуньо впервые приезжает в СССР, с концертами в Москве и Ленинграде (27 ноября — 8 декабря в СКК имени Ленина).
В 1986 году Тото Кутуньо представляет в Сан-Ремо песню Azzurra malinconia, которая занимает 4-е место.
В 1987 году песня Figli в исполнении Кутуньо завоёвывает 2-е место. Кроме того, в конкурсе участвуют ещё 3 его песни: Io amo (Fausto Leali), Il sognatore (Пеппино Ди Капри) e Canzone d’amore (Ricchi e Poveri). Песни занимают соответственно 4-е, 5-е и 7-е места. В этом же году Тото становится ведущим популярной воскресной программы итальянского телевидения Domenica In.
В последующие три года Тото Кутуньо снова с большим успехом выступает на фестивале в Сан-Ремо: песни Emozioni (1988), Le mamme (1989) и Gli amori (1990) занимают 2-е место. Апогеем становится 1990-й год, когда английскую версию песни Gli amori — Good love gone bad на фестивале исполняет легенда мировой музыки — американский певец Рэй Чарльз.
В 1990 году Тото Кутуньо участвует на конкурсе «Евровидение 1990» в Загребе с песней «Insieme: 1992», повествующей о единстве Европы. Однако, прежде чем песня попала на конкурс, в её текст были внесены изменения. Но всё же Кутуньо получает право выступить на конкурсе и даже выигрывает его, тем самым обеспечив Италии право на проведение «Евровидения» в 1991 году. Ведущими конкурса «Евровидение-1991», проходившего в Риме, были два представителя Италии, выигрывавших конкурс «Евровидение» — Тото Кутуньо и Джильола Чинкветтипобедительница конкурса 1964 года.

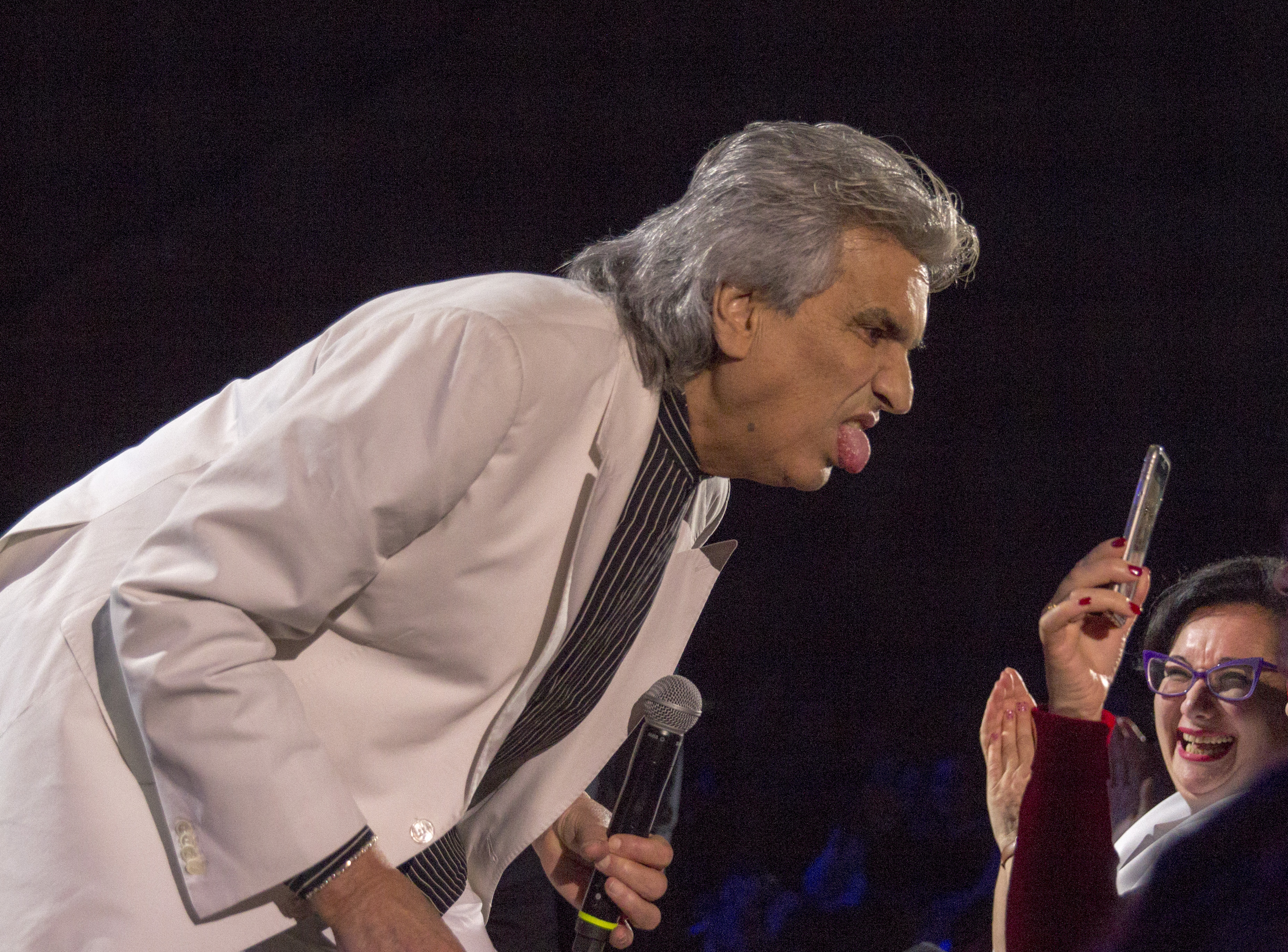
Тото Кутуньо в Израиле. 2017

После пятилетнего перерыва, в 1995 году, Кутуньо возвращается в Сан-Ремо с песней Voglio andare a vivere in campagna, и в том же году выпускает одноимённый альбом. В 1997 году участвовал в фестивале с песней Faccia pulita.
C 1998 по 2000 год Тото Кутуньо вёл на итальянском телевидении программу I fatti vostri, а также продолжал с неизменным успехом гастролировать в разных странах.
В 2002 году артист выпускает альбом Il treno va, который пользуется большой популярностью во Франции.
В 2005 году на фестивале в Сан-Ремо песня Come noi nessuno al mondo в исполнении дуэта Тото Кутуньо — Аннализа Минетти завоёвывает 2-е место.
В 2006 году Тото Кутуньо впервые приглашён выступить на Международном музыкальном фестивале Авторадио «Дискотека 80-х».
В 2007 году Тото Кутуньо даёт большой концерт «В кругу друзей» в Москве в Государственном Кремлёвском дворце вместе с известными российскими и белорусскими исполнителями. Запись концерта неоднократно транслировалась по каналам российского телевидения.
В 2008 году Тото Кутуньо снова принимает участие в музыкальном фестивале в Сан-Ремо. Его песня Un falco chiuso in gabbia занимает 4-е место. На вечере фестиваля, посвящённом дуэтам, произведение исполнено Кутуньо вместе с Анналисой Минетти .
Весной 2009 года Тото Кутуньо отказывается от концертов в России из-за обострения тяжёлой онкологической болезни и проходит курс химиотерапии.
В ноябре 2009 года певец приезжает в Москву, для того чтобы выступить в шоу «Легенды Ретро FM 2009».
В ноябре 2010 года исполнитель приезжал в Киев и давал концерт вместе с сыном Адриано Челентано, Джакомо.
В ноябре 2011 года исполнитель снова приехал в Киев и давал очередной сольный концерт вместе с тремя молодыми исполнителями с конкурса «Новая волна».
17 марта 2011 года дал концерт в Кремлёвском дворце съездов вместе с Аннализой Минетти, Ин-Грид, Марком Тишманом и группой «Премьер-министр».
В 2016 году, спустя 36 лет, возобновил сотрудничество с Адриано Челентано, написав в сотрудничестве с Фабрицио Берлинчиони песню «Ti lascio amore» для альбома Le migliori, который был записан совместно с известной итальянской певицей Миной.
С 19 января 2019 года являлся членом жюри передачи Ora o mai più в Италии.

### Смерть и похороны
Скончался 22 августа 2023 года в возрасте 80 лет от рака предстательной железы в госпитале Сан-Раффаэле в Милане.
Траурная церемония прощания прошла 24 августа 2023 года в миланской церкви Святых Нерея и Ахиллея. Артиста проводили в последний путь под песню «L'italiano».

## Семья
Отец — Доменико Кутуньо, военный моряк.
Мать — Ольга Кутуньо, домохозяйка.
Брат — Роберто Кутуньо, владелец охранного агентства.
Сестра — Розана Кутуньо, домохозяйка. Ещё одна сестра трагически погибла в детстве.
Жена — Карла Кутуньо (с 1971 по 2023 год).
- Внебрачный сын — Нико, родился в 1990 году от стюардессы Кристины Ланчии[25].

## Дискография исполнителя
- 1976 — Volo AZ 504
- 1979 — Voglio l`anima
- 1980 — Innamorata, innamorato, innamorati
- 1980 — Solo noi
- 1981 — La mia musica
- 1983 — L`italiano
- 1985 — Per amore o per gioco
- 1986 — Azzurra malinconia — Italia
- 1987 — Mediterraneo
- 1990 — Insieme 1992
- 1991 — Non e` facile essere uomini
- 1993 — Toto Cutugno 93
- 1995 — Voglio andare a vivere in campagna
- 1997 — Canzoni nascoste
- 2002 — Il treno va
- 2005 — Cantando
- 2005 — Come noi nessuno al mondo
- 2008 — Un falco chiuso in gabbia
- 2010 — I miei Sanremo

## Другие исполнители песен Кутуньо
Джо Дассен
- L’Été indien[26] (сл. P. Delanoë, C. Lemesle; муз. Т. Кутуньо, P. Losito),
- Et si tu n’existais pas[27] (сл. П. Деланоэ, C. Lemesle; муз. Т. Кутуньо, P. Losito),
- Salut[28] (сл. П. Деланоэ, C. Lemesle; муз. Т. Кутуньо, P. Losito),
- Le jardin du Luxembourg[29] (сл. C. Lemesle, муз. Т. Кутуньо),
- Côté banjo, côté violon (сл. П. Деланоэ, C. Lemesle; муз. Т. Кутуньо, J. Dassin),
- Qu`est-ce que tu fais de moi? (сл. П. Деланоэ, C. Lemesle; муз. Т. Кутуньо),
- L`albatros[30] (сл. C. Lemesle, муз. Т. Кутуньо, L. Tonet),
- Et l`amour s`en va[31] (сл. C. Lemesle, муз. Т. Кутуньо),
- Il était une fois nous deux[32] (сл. C. Lemesle, муз. S. Т. Кутуньо).

всего 13 песен (по словам автора)
Адриано Челентано
- Amore no
- Soli
- Un’po' artista, un’po' no
- Innamorata incavolata a vita
- L’orologio
- Non e'
- Il tempo se ne va
- Se non e' amore
- Spettabile signore
- Non se ne parla nemmeno
- Manifesto
- Una parola non ci scappa mai
- Ti lascio amore (дуэт с Миной)

также 14 песен (по словам автора)
Клод Франсуа
- Écoute ma chanson (Toto Cutugno, Yves Dessca & Claude François)

Мирей Матьё
- Ciao, bambino, sorry

Далида
- Monday, Tuesday
- Il faut danser reggae
- Partir ou mourir
- Captain sky
- Et la vie continuera
- Femme est la nuit
- Les clefs de l’amour

Эрве Вилар
- Nous
- Venise pour l’eternite
- Reviens
- Vuelve
- Mediterraneenne [L’Italiano]

Мишель Сарду
- En chantant (сл. M. Sardou, C. Lemesle; муз. S. Cutugno),
- Musica (сл. M. Sardou, C. Lemesle; муз. S. Cutugno).
- «6 milliards 900 millions 980 mille» (муз. S. Cutugno).

Ricchi e Poveri
- Canzone d`amore
- «Jungle beat»
- «Amare, ricominciare, no no no»
- «Good bye my love»
- «Somebody to love»
- «La stagione dell’amore»
- «L’italiano»
- «Cosi lontani»

Луис Мигель
- Noi, ragazzi di oggi
- Il cielo

Патрицио Буанне
- L’Italiano

Гилла
- Johnny

Кари Тапио
- «L’italiano» (Olen suomalainen)
- «Il treno va» (Juna kulkee)

Тони Каррейра
- «A Cantar»